# Saint-Aubin-d’Écrosville
Saint-Aubin-d’Écrosville település Franciaországban, Eure megyében. Lakosainak száma 749 fő (2022. január 1.). Saint-Aubin-d’Écrosville Cesseville, Crosville-la-Vieille, Écauville, Ecquetot, Feuguerolles, Graveron-Sémerville, Marbeuf, Quittebeuf, Villettes és Sainte-Colombe-la-Commanderie községekkel határos.

## Népesség
A település népessége az elmúlt években az alábbi módon változott:
| Lakosok száma | 466  | 508  | 540  | 626  | 681  | 699  | 709  | 721  | 735  | 749  |
|               | 1968 | 1982 | 1990 | 2006 | 2013 | 2015 | 2017 | 2019 | 2020 | 2022 |